# Двубратское сельское поселение
Двубратское сельское поселение — муниципальное образование в Усть-Лабинском районе Краснодарского края России.
В рамках административно-территориального устройства Краснодарского края ему соответствует Двубратский сельский округ.
Административный центр и единственный населённый пункт — посёлок Двубратский. До 2015 года посёлок был в подчинении Администрации города Усть-Лабинска, с 2015 года — образует самостоятельный сельский округ.

## Население
| 2010  | 2012  | 2013  | 2014  | 2015  | 2016  | 2017  |
| ----- | ----- | ----- | ----- | ----- | ----- | ----- |
| 8541  | ↘8440 | ↘8342 | ↘8319 | ↘8273 | ↘8212 | ↘8173 |
| 2018  | 2019  | 2020  | 2021  | 2023  |       |       |
| ↘8115 | ↘8079 | ↘8044 | ↘5034 | ↘5014 |       |       |